# Galina Sacharowna Sanko
Galina Sacharowna Sanko (russisch Галина Захаровна Санько; geboren 1904; gestorben 1981 in Moskau) war eine der bekanntesten Fotografinnen zur Zeit der Sowjetunion. Sie arbeitete als Fotojournalistin und war eine von fünf Frauen, die während des Zweiten Weltkriegs als Kriegsfotografin dienten. Durch ihre Arbeit war sie auch in den westlichen Ländern bekannt und erhielt sowohl im In- als auch im Ausland Auszeichnungen für ihre Arbeit.

## Biografie
Galina Sacharowna Sanko wurde 1904 geboren und war bereits im Kindesalter von den Fotos der Reporterinnen in den sowjetischen Zeitschriften wie Ogonjok (russisch Огонёк) und Proschektor (russisch Прожектор) beeindruckt. Daraufhin begann sie Fotografiekurse zu belegen, um sich ein gewisses Grundverständnis für die Techniken anzueignen. Danach arbeitete sie als Laborassistentin in der Redaktion der Zeitung Wodnyj Transport (russisch Водный транспорт). Anfang der 1930er Jahre galt sie als Profifotografin und wurde beauftragt, an einer Arktisexpedition teilzunehmen. Sie fuhr auf dem Schiff Krasin zur Halbinsel Kamtschatka und den Kommandeurinseln, dabei überwinterte sie auf der Wrangelinsel. Dort fotografierte sie die Gegend und besuchte das Denkmal von Vitus Bering auf der Beringinsel. Des Weiteren fotografierte Sanko auch eine Reise in den Fernen Osten. Ihre Berufung fand sie letztendlich im Fotojournalismus während des Zweiten Weltkriegs.
Im Jahr 1938 stand ihr Mann unter Verfolgung, und Sanko widmete sich voll und ganz der Fotografie. Als der Krieg ausbrach, bat sie darum, als Kriegsberichterstatterin an die Front gehen zu dürfen. Daraufhin machte sie zunächst eine Ausbildung als Krankenschwester und erlernte das Autofahren und die Automechanik. Nachdem sie Verwundete verarztet und ihre Kampftauglichkeit bewiesen hatte, wurde sie als eine von fünf Kriegsfotografinnen zugelassen. Sie arbeitete für die Zeitschrift Frontowaja Illustrazija (russisch Фронтовая иллюстрация) und fotografierte die Schlachten in Kursk, Moskau und Stalingrad. Dabei fotografierte sie Brjansk und den Feldzug bei Stalingrad. Im Jahr 1944 fotografierte sie während der Nordoffensive die Belagerung von Leningrad. Während des Krieges wurde sie zweimal schwer verwundet. Gegen Ende des Krieges fotografierte sie die Kämpfe gegen Japan. Der Film Dikij mjod (Wilder Honig) (russisch Дикий мед) wurde nach dem Roman von Leonid Perwomaiski verfilmt und beruht auf wahren Begebenheiten. Er zeigt eine Szene, in der Sanko in letzter Sekunde dem Beschuss eines deutschen Panzers entkommt.

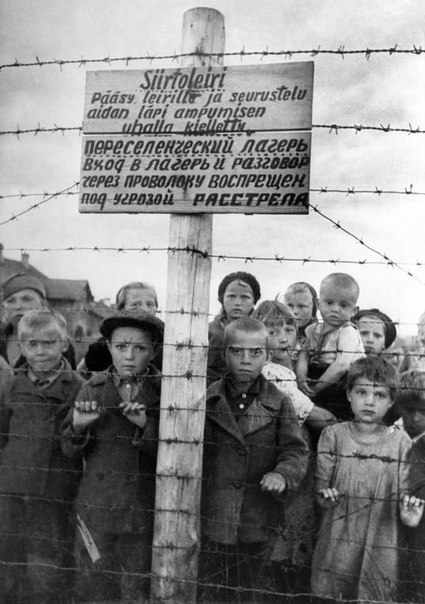
Inszeniertes Foto russischer Kinder in einem ehemals von den Finnen betriebenen Internierungslager in Petrosawodsk am 29. Juni 1944, einen Tag nach dem Abzug der Finnen aus dem Gebiet. Auf dem Schild steht auf Finnisch und Russisch: „Umsiedlungslager. Das Betreten des Lagers und das Überwinden des Zauns sind verboten, Verbotsbrüchige werden erschossen.“

Nach dem Kriegsende arbeitete Sanko für die Zeitschrift Ogonjok (russisch Огонек), ihre Fotografien wurden jedoch bis in die 1960er Jahre verboten und in einem Archiv untergebracht. Sie wurde beschuldigt, mit ihren Fotos von der Befreiung des Lagers in Petrosawodsk die Wahrheit verfälscht zu haben. Erst 20 Jahre nach dem Krieg wurde sie entlastet. Sie kehrte in die Republik Karelien zurück und fand eines der Kinder, welche sie damals im Lager fotografiert hatte. Nach der Veröffentlichung von Claudia 20 Jahre später wurde im Jahr 1966 ihr Archiv eröffnet. Daraufhin nahm sie an einer Vielzahl von Fotoausstellungen im In- und Ausland teil und wurde zudem mit dem Orden des Roten Sterns ausgezeichnet. Galina Sanko starb im Jahr 1981 in Moskau.

## Hinterlassenschaft und Preise
Eines ihrer Fotos, welches den Titel Gefangene des Faschismus trägt, wurde als Beweismittel in dem Nürnberger Prozess gegen die Hauptkriegsverbrecher verwendet. Auf der internationalen Ausstellung „Interpressphoto-66“, welche im Jahr 1966 in Moskau stattfand, erhielt Sanko für ihre Fotos Gefangene des Faschismus und Zwanzig Jahre später jeweils eine Goldmedaille. Zwei Jahre später wurden ihre Fotos, welche von der Befreiung von Petrosawodsk handeln, auf einer Pariser Ausstellung mit dem großen Preis ausgezeichnet. 1981 wurde Sanko für ihre Fotografien, die die Zerstörung der Stadt im Jahr 1944 und ihre Befreiung von der Nazi-Besatzung dokumentieren, mit dem Titel „Ehrenbürgerin der Stadt Gdow“ geehrt.
Ihre Begabung bestand nicht darin, den Krieg zu fotografieren, sondern die Folgen des Kampfes für die Soldaten selbst, die Landschaft oder die Nicht-Kämpfer zu zeigen. Obwohl sie vor allem im Westen weitgehend unbekannt waren, begannen sowjetische Fotografen und Fotojournalisten in den 1990er Jahren, ihre Werke hinter dem Eisernen Vorhang immer mehr hervorzuholen. Im Jahr 1996 verkaufte das Auktionshaus Christie’s in New York 279 Abzüge von 24 Fotografen, darunter auch Galina Sanko, an einen Sammler in San Francisco. Zwei von Sankos Fotografien wurden in einem Artikel in der New York Times ausführlich beschrieben. Eines der Fotos zeigt die Stiefel von gefallenen und schneebedeckten deutschen Soldaten und ein anderes, welches den Titel Frühling in der Ukraine (1943) trägt, zeigt eine idyllische Landschaft, in der ein schwer verwundeter deutscher Soldat mit seinem Helm im Gras liegt.